# Может быть
«Может быть» — харьковский негосударственный театр. Основан 5 октября 2005 года группой студентов Харьковского национального университета искусств им. И. П. Котляревского. Спектакли проходят на малой сцене Дома актёра. Режиссёр — Сергей Аксёнов.

## Репертуар
- «Мужики не плачут» — экстремальная комедия в двух действиях, по мотивам пьесы Ф. Вебера «Контракт» Премьера: 26 апреля 2006 года. В постановке заняты: Антон Жиляков, Владимир Маркович, Александр Шпилевой[укр.]; музыка: Н. Кальная
- Город знакомств — ироничная комедия о любви среди улиц Харькова по мотивам пьесы К. Леонтьева «Чужие чувства»[2]. Премьера: 23 мая 2009 года. В постановке заняты: Антон Жиляков, Марина Козюлина, Ирина Мишина; музыка группы «Крематорий»[3]
- «Империя ангелов» — по мотивам одноимённого романа Бернарда Вербера. Премьера: 23 марта 2011 года. В постановке заняты: Антон Жиляков, Роман Жиров, Марина Козюлина, Александр Шпилевой. Был показан на фестивалях Театроник (2012)[4] и Курбалесия (2011), на последнем стал призером в трёх номинациях[5], хотя и получил неоднозначную оценку критиков[6]
- «История любви» — дела сердечные в двух действиях (С. Гончарова, Р. Жиров, Ю. Забутная, М. Козюлина, С. Листунов, Д. Терновская)
- «Стаккато» — трагикомическое переложение для сцены в двух действиях (А. Жиляков, Р. Жиров, М. Козюлина, И. Мишина, А. Шпилевой)
- «Спасательный круиз» — по мотивам пьесы Ульриха Хуба[7]  (М. Козюлина, И. Мишина, А. Шпилевой)